# إدغار خيمينيز
إدغار خيمينيز (بالإسبانية: Edgar Jiménez) هو مدرب كرة قدم ولاعب كرة قدم فنزويلي في مركز الوسط، ولد في 19 أكتوبر 1984 في بويرتو أورداز في فنزويلا. شارك مع منتخب فنزويلا لكرة القدم. أما مع النوادي، فقد لعب مع مينيروس دو غويانا ونادي كاراكاس.

## وصلات خارجية
- إدغار خيمينيز على موقع قاعدة بيانات كرة القدم.إي يو (الإنجليزية)
- إدغار خيمينيز على موقع ناشيونال فوتبول تيمز (الإنجليزية)
- إدغار خيمينيز على موقع Soccerway.com (الإنجليزية)
- إدغار خيمينيز على موقع AS.com (الإسبانية)